# Iraia
Iraia (in greco Ηραία?) è un ex comune della Grecia nella periferia del Peloponneso di 3 063 abitanti secondo i dati del censimento 2001.
È stato soppresso a seguito della riforma amministrativa detta Programma Callicrate in vigore dal gennaio 2011 ed è ora compreso nel comune di Gortyna.
Sorge nei pressi dell'antica Heraia.

## Località
Iraia è formata dalle seguenti località:
Agios Ioannis · Arachova · Chrysochori · Kakouraiika · Kokkinorrachi · Kokkoras · Liodora · Loutra Iraias · Lykouresis · Lyssarea · Ochthia · Paloumpa · Psari · Pyrris · Raftis · Sarakini · Servos